# Извор Касталија у Делфима
Извор Касталија у Делфима који носи назив по нимфи Касталији (грч. Κασταλία) из грчке митологије, саграђен је за време Првог светог рата (600—586. године п. н .е). Како се по предању на овом извору, након борбе са Питоном Аполон обредно опрао. Тај исти обред касније ће понављати и сама Питија пре прорицања, али и ходочасницима у Делфе, којима је заправо и био намењен за умивање пре уласка у светилиште, али и за пуњење цистерни гимназијума, које су служиле за купање и ритуални обред спортиста.

## Положај
Извор Касталија налази се на успону од гимназијума према врху процепа, у подножју високих стена Федраида, на једној од падини планине Парнас, непосредно уз пут на месту где он прелази у велики завој ка пророчишту Делфи, на приближно 538 m надморске висине. Удаљен је око 15 km југозападно од града-луке Кира у Коринтском заливу и 180 km од Атине.
До извор Касталија у Делфима могло се прићи из два правца: морем преко луке Итеа и копном преко Беотије, након проласка кроз светилиште Атине проније (Pronaia) у Мармарији.
Источно од археолошког налазишта (на коме се налази и извор) су данашњи Делфи - општина у чијем саставу је и место Хрисо, које се у античко доба звало Криса. Поред ње пролази модеран ауто-пут који повезује Амфису са Итејом и Араховом.

## Краћа историја Делфа
Делфи се као село јављају већ у рано бронзано доба, упоредо са насељима као што су Тиринт, Микена, Орхоменос (Беотија) и друга. Врло рано постали су место култа. Било је то у касномикенском периоду, које је припадало божанствима Геји и Посејдону. 
Грци су Делфе сматрали не само средиштем Хеладе него и света. Као светилиште и средиште Аполоновог култа у антици, прихвата се од 8. века п. н . е. Оно је пронело славу Делфа по читавом античком свету, јер се са њим није могло мерити ни једно друго пророчиште, па ни оно Зевсово у Додони у Епиру, нити оно у Дидими у Малој Азији.

## Митологија
По митологији Касталија је била једна од нимфа Најаде које су господариле потоцима, изворима, рекама и фонтанама, па тако и годподарица пророчког извора на планини Парнас, односно на Делфима у Фокиди. Према записима путописца Паусанија она је наводио била поштована због свог оца Ахелоја, а веровало се и да се бацила у реку названу по њој, када ју је Аполон прогањао жељан њене љубави.
Њене воде су рођене или од реке речног бога Ахелоја или од Кефиса. Најпре се ова река појављује на планини Парнас као Касотис, потом понире под земљу и напокон избија као извор Касталија у близини делфског пророчишта. 
Можда је управо природа ова два извора утицала на њено име; kass, потиче од kassuô, што значи „сашити“, јер су та два извора на неки начин била повезана. Поистовећивана је са нимфама Дафнидом и Тијом, а сврстана је и у корикијске нимфе.

## Историјат и намена
Архајски извор Касталија, који је саграђен за време Првог светог рата (600—586. године п. н .е), откривен је случајно приликом проширења радова на путу кроз пророчиште 1959. године. 
Они који су долазили по савете у пророчиште морали су се опрати у тој води. Први који се умио био је Аполон а потом и Питија која би се умивала у светој води тога извора пре него би ушла у најсветији део храма. 
Извора Касталија, једним делом својих вода служио је и иа за пуњење, данас добро очувана кружна цистерна, чији су остаци конзервирани, северно од (грч. palestra - рвалиште, школа за рвање) гимназијума. и из које је пуњена велика фонтана са 11 мањих базена.
Садашњи изглед Кастелија сачуван је из хеленистичко-римског времена. Вода са извора отцала је и уливала се даље у реку Плист.